# RollBots
RollBots es una serie animada de televisión creada por Michael Milligan (conocido también como "MCM") y coproducido por Amberwood Entertainment en asociación con Bell Fund, Xenophile Media, Elliot Animation para YTV. El programa de televisión se estrenó en Canadá, por el canal YTV, el 7 de febrero de 2009; y en los Estados Unidos, por el canal The CW, el 19 de septiembre de 2009. Se estrenó en Latinoamérica el 1 de septiembre de 2009 por el canal ZAZ. Fue producido con la participación y la asistencia de seis fondos en Canadá, y por la Media Development Authority de Singapur.
Esta serie de acción, comedia y aventura basada en unos originales "robots", está conformada por 26 episodios realizados en 3D. Sus protagonistas se transforman en máquinas listas para pelear protegiendo a Flip City del malvado Vertex.

## Personajes

### Spin
Spin es el personaje principal de la serie y el último miembro de la tribu Zushin. El más rápido en la ciudad de RollBot Flip, mods Spin bot incluyen botas SkyV, hiper-velocidad, y boomstick. Se unió a la tribu Kei'zatsu, pero él no se siente un sentido de pertenencia. Se describe como un temerario, Spin se sabe salirse con la suya romper las reglas.

### Lance
Un administrador de la oficina en el FCPD, Lance es de la tribu Kei'zatsu. No es muy fuerte, no puede rodar muy rápido, y puede asustarse fácilmente. Su único bot-mod es la burbuja de la fuerza, con la que se protege. Que no le gusta girar por girar no respeta sus reglas.

### Capitán Pounder
Jefe de la tribu Kei'zatsu y capitán de la FCPD. Su equipamiento incluye un cargador de escudo, armadura Torvoldian lanzar, y ponche de los truenos. Como jefe de la FCPD, el capitán Pounder es resistente y fuerte.

### Penny
Originaria de la tribu Kuzuri, Penny es un médico en calidad de préstamo a la FCPD. Fue expulsada de su tribu después de interferir con una operación quirúrgica importante en la ayudante de alcalde de Aria. Penny está equipada con un guante de curación. Ella es la mejor amiga de Spin y, como él, es conocida por romper las reglas.

### Manx
Una Kei'zatsu renegada que ahora es la segunda al mando, después de Vertex. Anteriormente ha trabajado en la FCPD, aunque su motivo para desertar y unirse a Vertex son desconocidos. Manx está equipada con bengalas el pulso, y es muy ágil. A diferencia de otros villanos, Manx es consciente. Ella es consciente de la temeridad de Botch.

### Botch
Un Zurasho renegado, De Botch es uno de los seguidores de Vertex. Está armado con un luchador de la energía y los escudos de energía. Anteriormente trabajó para las Tríadas, la banda más peligrosa de Flip City. Él aspira a desbancar a Manx y a Vertex.

### Macro
Un Hai'bu renegado que decidió convertirse en un villano y trabajar para Vertex. Está armado con una maza de proyectil en su brazo izquierdo, pero a veces utiliza otros bot-mods en su lugar. Macro es fuerte, pero muy poco inteligente.

### Tinny
Un BotTot (pequeño RollBot) de la tribu Kei'zatsu. Él está en la escuela, pero pasa mucho tiempo con la vuelta, que le permite probar cosas peligrosas.

### Vertex
Un notorio villano y el individuo más buscado de Flip City. Él es sospechoso de ser un Spiderbot. Que planea apoderarse de Flip City, apagar el Hub y desactivar la red de seguridad mediante un dispositivo llamado "clave de dymex" que se combina con once artefactos escondidos por toda la ciudad.

### Phaze
Un bot que estaba en la cárcel antes de escapar con la ayuda de Vertex. Él es un exmiembro de la tribu Zurasho que dejó para unirse a las Tríadas, aunque no les gusta. Él era el miembro de las tríadas que dejó De Botch unirse antes de salir e ir por su cuenta.

### Daso
Un miembro de la tribu Zogen'sha que se entere de la verdadera identidad de Spin. Tiene un amuleto místico que le permite conectarse con la catedral.

### Octo
El líder de la tribu Zurasho. Se reúne por primera vez girar cuando se construye un nuevo complejo de viviendas de diseño alcalde de Aria. Cuando las casas eran una trampa explosiva por Vertex, él y girar entrar en el recinto para cerrar las trampas.

### Kibi
Un Tensai renegado que ahora es un pirata. También es la mano derecha de la capitana Tamaki.

### Tamaki
La líder de un grupo de piratas renagade bots. Ella solía residir en la Torre Anakata en Flip City, y ella fue una vez se asocia con Anakata, un miembro de la tribu Fuzata.
- Datos: Q7360861